# Spoorlijn 41 (Polen)
Spoorlijn 41 is een spoorlijn in Polen tussen station Ełk en station Gołdap. De lijn heeft een lengte van 65 km. In 1993 is het passagiersverkeer tussen Olecko en Gołdap gestaakt. In 2002 is dit traject ook voor het vrachtvervoer gesloten. Tussen Ełk en Olecko werd het personenvervoer in 1999 gestaakt. In 2004 is het personenvervoer hervat, maar dit kwam in 2013 tot een einde.
De spoorlijn is het in Polen gelegen deel van de in 1879 geopende spoorverbinding tussen Ełk (Lyck) en Tsjernjachovsk (Insterburg) in het vroegere Oost-Pruisen. Goldap was in Oost-Pruisen een spoorwegknooppunt. Na de Tweede Wereldoorlog kwam de lijn deels in Polen en deels in de Sovjet-Unie te liggen. Het Russische deel is na 1945 niet meer hersteld van de in de oorlog opgelopen schade.
In het kader van het Rail Baltica project, een toekomstige spoorverbinding tussen Polen, de Baltische staten en Finland zal de spoorverbinding van Ełk naar Olecko en verder naar Suwałki in de toekomst weer in gebruik genomen gaan worden. Bij Olecko zal een bypass worden aangelegd om kopmaken in het huidige station te voorkomen.